# Chloropsina gingerensis
Chloropsina gingerensis är en tvåvingeart som beskrevs av Spencer 1986. Chloropsina gingerensis ingår i släktet Chloropsina och familjen fritflugor. Inga underarter finns listade i Catalogue of Life.